# Frumentius

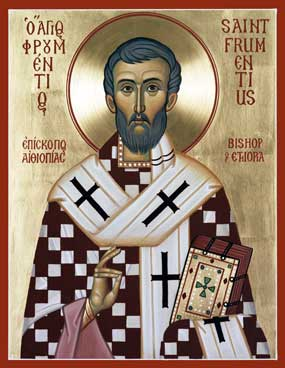
Frumentius

Frumentius levde under 300-talet och var en etiopisk biskop. 
Han kom från Tyrus i Grekland. Enligt bysantinska författare kom kristendomen till Etiopien när Frumentius och Aedesius kom dit omkring 330. Frumentius kidnappades och såldes som slav till Aksum (Etiopien), där han med stöd av regenten Ahywa Sofya blev lärare åt kung Ezana av Aksum, som han omvände, och Ezana införde därefter kristendomen i Aksum.  Frumentius blev vigd till biskop i Etiopien 341 av patriarken i Alexandria, Athanasius. Frumentius organiserande av den kristna kyrkan fortsattes av egyptiska munkar, monofysiter, under 400- och 500-talen.